# Tom Walkinshaw
Tom Walkinshaw (14. srpna 1946 na farmě Mauldslie u Penicuiku poblíž Glasgow, – 12. prosince 2010 Chipping Norton, Oxfordshire) byl britský automobilový závodník, zakladatel a majitel závodního týmu Tom Walkinshaw Racing. Byl také spoluvlastníkem týmu Gloucester Rugby (Gloucester RFC) hrajícího v anglické ragbyové lize. V letech 1998–2002 byl předsedou Premier Rugby Ltd., zastřešujícího orgánu špičkových klubů anglické ragbyové ligy.

## Největší úspěchy
- mistr britského mistrovství cestovních automobilů (BTCC) v roce 1974 ve třídě C na voze Ford Capri II. 3,0 l, v roce 1979 ve třídě C na voze Mazda RX-7[3]
- mistr Evropy cestovních automobilů (ETCC) v roce 1984 na voze Jaguar XJS
- vítěz závodu mistrovství ETCC 24 h Spa v roce 1981 a 1984 na voze Jaguar XJS
- 3 vítězství na Grand Prix Brno (součást ETCC) v letech 1982 až 1984 (Jaguar XJS)[4]

## Životopis

### Kariéra závodního jezdce (1968–1988)
Walkinshaw odjel své první závody v roce 1968 za volantem vozu MG Midget a ve skotské sérii Formula Ford 1600 na voze Lotus, kterou v následujícím roce dokončil jako šampión, avšak na voze Hawke DL2 (Ford). V roce 1970 vstoupil do britského mistrovství Formule 3 (British F3 Championship) za volantem vozu Lotus a potom za March Engineering na voze March 713M s motorem Ford. Poté pokračoval v roce 1971–2 ve své kariéře v evropském mistrovství Formule 2 (March 712M s motorem Cosworth) a od roku 1974 ve Formuli 5000 Europe. V roce 1975 obsadil v tomto mistrovství s vozy Modus M5 (Ford) a March 752 (Ford) celkově 20. místo. Walkinshaw ukončil svou monopostovou kariéru po problémech se sponzorstvím firmy Ford a také po vážné nehodě, kdy si zlomil obě nohy. Pak plně se zaměřil na vedení stáje TWR a pokračoval v závodech cestovních vozů.
Od roku 1972 přešel Walkinshaw i na závody cestovních automobilů. V průběhu následujících let používala stáj TWR velké množství značek v různých závodních sériích. Pod vedením Walkinshawa byly postaveny závodní vozy založené na automobilech Ford, BMW, Mazda, Opel, Rover a Jaguar. Již v roce 1972 se zúčastnil s vozem Ford Escort RS 1600 šestihodinovky na Nürburgringu, kde však nedojel, a v září závodu Tourist Trophy na Silverstone (součást ETCC), kde obsadil celkově 3. místo a vyhrál divizi 2. V roce 1974 startoval s vozem Ford Capri 3000 GT v sérii British Touring Car Championship (BTCC) a už při první účasti v tomto seriálu vyhrál Walkinshaw ve své třídě (C) a celkově obsadil 4. místo. V následujícím roce celkem neúspěšně startoval v tomto mistrovství na voze Ford Escort Mk.I RS 2000. V roce 1976 v šampionátu BTCC na voze Ford Capri II 3.0 obsadil celkově 5. místo. V tomto roce zaznamenal své první, významné vítězství, když s Johnem Fitzpatrickem vyhráli na BMW 3,5 CSL šestihodinovku na Silverstone (World Championship For Manufacturers). Po roce 1976, po ukončení smlouvy s Fordem, pokračoval v závodní kariéře v barvách vlastního týmu TWR (Tom Walkinshaw Racing). První velké vítězství v evropském mistrovství (ETCC) slavil s Dietrem Questerem na BMW 3.0 CSL v Silverstone (1977). V roce 1978 3x vyhrál s Umbertem Granem – závody 500 km Brands Hatch, 4h Jarama a 4h Estoril za tým Luigi/BMW Italia na voze BMW 3.0 CSL. Vyzkoušel si i sportovní vůz Osella PA6 BMW v 24 h Le Mans, ale posádka Quester/Walkinshaw/Dougall nebyla klasifikována pro havárii v 10. hodině závodu (ve 113.kole). V roce 1979 zaznamenal 2. místo a vítězství ve třídě C v seriálu BSCC na voze Mazda RX-7. S tímto vozem startoval v roce 1980 bez významnějšího úspěchu i na závodech 24 hodin Daytona, 24 hodin Spa a na Estorilu (ETCC). V roce 1981 však vyhrál na Mazdě RX-7 závod mistrovství světa značek a jezdců 24 hodin Spa (Walkinshaw/Dieudonné) a závod ETCC, britskou Tourist Trophy na Silverstone (Nicholson/Walkinshaw). Z úspěšně postavených vozů stájí TWR je nutno jmenovat Range Rover, s nímž René Metge vyhrál na Rallye Dakar v roce 1981.

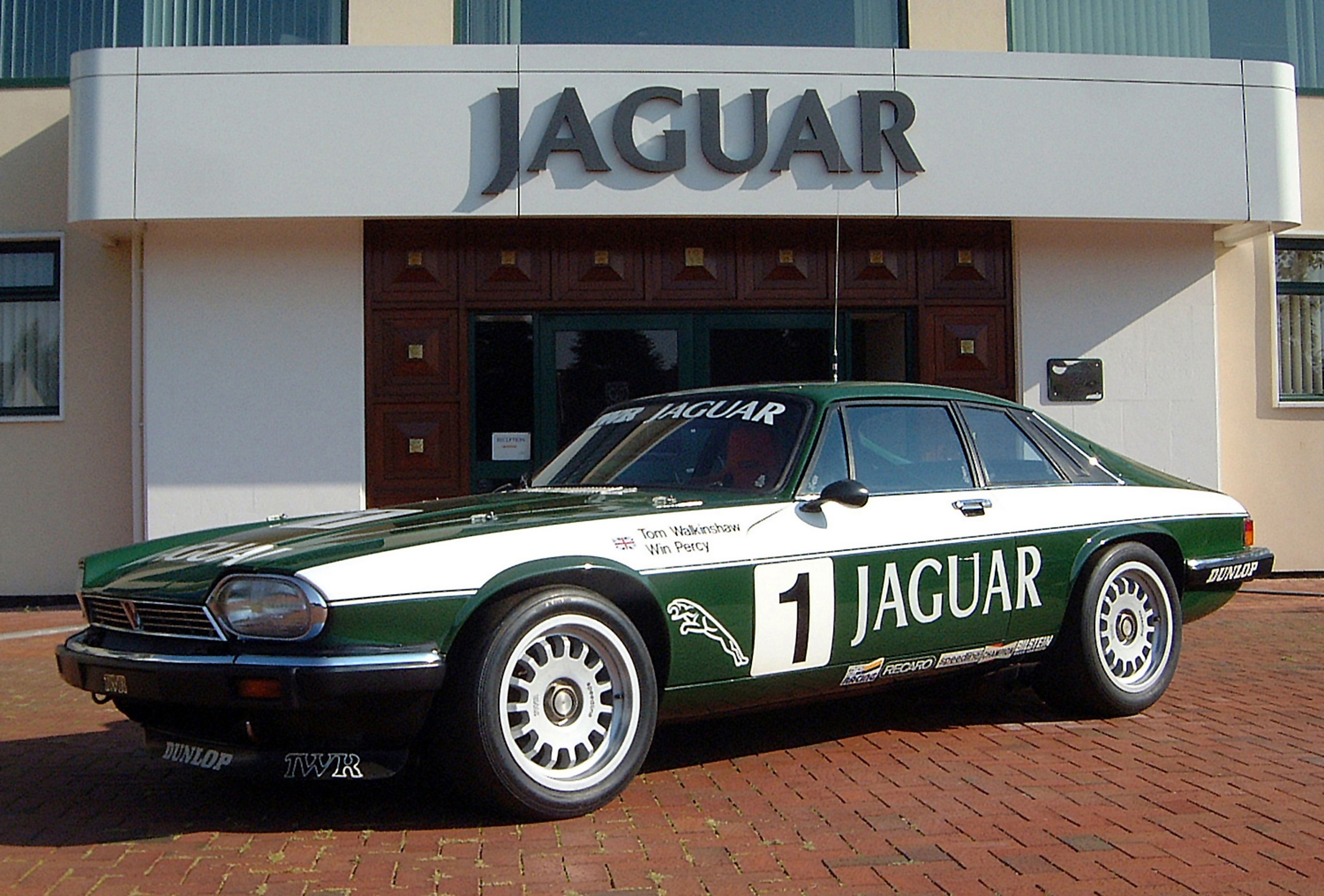
Jaguar XJS posádky Tom Walkinshaw-Win Percy

V roce 1982 začal Walkinshaw s Jaguarem XJS závodit v Mistrovství Evropy cestovních vozů (ME/ETCC) a s Roverem v britském šampionátu cestovních vozů. V ME, po změně propozic, to bylo ještě se soukromě upraveným XJS. V roce 1982 s tímto vozem ještě v týmu Team Motul Jaguar odjel úvodní závody (mj. zaznamenal v červnu s Nicholsonem 1. vítězství tohoto vozu v na Grand Prix Brno) ale od tři a půl hodinovky na Salzburgringu, kde obsadila posádka Walkinshaw-Nicholson 2. místo za vítězným vozem BMW 528i posádky Vojtěch-Gartner, jezdil za svůj tým TWR Jaguar Racing Motul. Jiný zdroj udává (nesprávně), že to bylo na Zeltwegu. Celkem v roce 1982 vyhrál 4 závody ME/ETCC: v Brně, na Nürburgringu, v Silverstone a v Zolderu. Posádku s ním tvořili nejčastěji Chuck Nicholson, Belgičan Pierre Dieudonné a případně i Brit Win Percy. Walkinshaw obsadil v ME mezi jezdci 3. místo a ve značkách skončil Jaguar na 5. místě. Díky těmto vítězným závodům se automobilka Jaguar rozhodla pro tovární podporu týmu TWR.
V roce 1983 Walkinshaw vyhrál v ME opět 4 závody (500 km Enna-Pergusa, GP Brno, 500 km Zeltweg a 500 km Salzburgring), což mu stačilo v šampionátu na 2. místo a ve značkách Jaguar obsadil 4. místo. Pravidelně TWR nasazoval 2 vozy, například v závodě Donnington 500 zvítězila na Jaguaru XJ-S posádka Martin Brundle-John Fitzpatrick-Enzo Calderari. Tým TWR v tomto roce tvořili Tom Walkinshaw, John Fitzpatrick, Chuck Nicholson, Švýcar Enzo Calderari, Martin Brundle, Pierre Dieudonné. Celkem Jaguar XJ-S zvítězil v 5 závodech sezóny, která čítala 12 podniků.
Pro rok 1984 se tým TWR rozhodl nasazovat do závodů ME tři posádky. Jedním z jezdců, které Tom Walkinshaw oslovil pro tuto sezónu byl i Zdeněk Vojtěch. Dokonce pro první závod na Monze přivezl i závodní kombinézu s výšivkou Zdenek Vojtech. Vojtěch však zůstal věrný značce BMW. Walkinshaw vyhrál opět 4 závody (Monza, Brno, Zeltweg a 24h Spa) a získal mistrovský titul jezdců pro sebe a i 2. místo mezi značkami pro Jaguar. Další vítězství v této sezóně na XJ-S připojili Win Percy-Chuck Nicholson v Donningtonu a v Salcburku (500 km Salzburgring) a Enzo Calderari-Martin Brundle v Perguse (500 Chilometri di Pergusa). V letech 1984 a 1985 se tento typ úspěšně zúčastňoval závodů v seriálu Australian Endurance Championship. Společně s Jaguarem postavili 3 vozy do australského vytrvalostního závodu Bathurst 1000. Jeden z těchto vozů vyhrál závod (jezdci John Goss a Armin Hahne), zatímco Walkinshaw ve dvojici s Winem Percym skončili na třetím místě (1985).
Poslední dva roky (1985–1986) závodil Walkinshaw v mistrovství ETCC na voze Rover SD1 Vitesse a obsadil vždy 3. místa v celkovém pořadí mistrovství. V roce 1985 vyhrál 5 závodů ETCC s Percym 500 km Monza, 500 km Vallelunga, 500 km Donington, Tourist Trophy a GP Nogaro. To bylo za tým TWR – Bastos Texaco Racing Team. V tomto roce si měl vyzkoušet i „svůj“ Jaguar XJR-6/TWR Jaguar v závodech WEC (FIA World Endurance Championship) v Mosportu, na 1000 km Hockenheim a ve Spa, ale v samotných závodech se neobjevil. V roce 1986 zvítězil s Percym na Roveru Vitesse v závodech ETCC na 500 km v Monze a na 500 km v Doningtonu. To byla jeho poslední vítězství.
V roce 1987 v nově založeném mistrovství světa WTCC (FIA World Touring Car Championship) startoval v jediném závodě WTCC – ve Velké ceně cestovních vozů na Nürburgringu. Po 14. místě v kvalifikaci v samotném závodě na voze Holden Commodore VL nedojel pro poruchu brzd. A rok později v září 1988 na Tourist Trophy v Silverstone (ETCC) obsadil ve stejném typu 15. místo. Závěrečné závody absolvoval Walkinshaw v Austrálii s Holdenem Commodore VL (např. Asia-Pacific Touring Car Championship).
Tom Walkinshaw ukončil závodní kariéru ve 42 letech po sezóně 1988.

### Manager závodních stájí (1975–2010)
V roce 1975 založil Walkinshaw skupinu Tom Walkinshaw Racing (TWR), která navrhovala a stavěla závodní a sportovní vozy. Na přelomu 70. a 80. let 20. století závodila TWR v sérii závodů cestovních vozů. Poté startoval v kategorii sportovních vozů – mistrovství světa sportovních vozů. V roce 1984 po titulu s Jaguarem XJS mistra Evropy cestovních vozů s Walkinshawem jako řidičem a na 24hodinovém závodě ve Spa s Jaguarem XJS přimělo Jaguar, aby zadal TWR vývoj vozu pro 24 hodin Le Mans. Za šest let vyhrál tým dvakrát 24 hodin Le Mans a třikrát vyhrál mistrovství světa. V letech 1987 a 1988 zvítězil tým Silk Cut Jaguar na speciálně upraveném voze Jaguar XJR-8 (designer Tony Southgate, později Ross Brawn) na Mistrovství světa sportovních vozů WSPC (prototypů). V šampionátu jezdců v roce 1987 obsadili Raul Boesel, Jan Lammers, John Watson a Eddie Cheever v tomto pořadí prvá čtyři místa a vůz zvítězil v 8 z 10 závodů, ze kterých se šampionát skládal. O rok později (1988) tým Silk Cut Jaguar vítězství v seriálu zopakoval a mistrem světa jezdců (World Sports Prototype Championship for Drivers) se stal Martin Brundle. V ročníku 1988 byl součástí seriálu poprvé (a naposledy) závod 360 km Brna. Od roku 1988 startoval tento vůz v závodě na 24 hodin Le Mans. Verze Jaguar XJR-9LM (jezdci Jan Lammers, Johnny Dumfries, Andy Wallace) zvítězila v závodě 24 h Le Mans (1988) a o dva roky později na 24 h Le Mans (1990) zvítězila verze Jaguar XJR-12 (John Nielsen, Price Cobb, Martin Brundle). V roce 1991 tým Silk Cut Jaguar (Jaguar XJR-12 resp. Jaguar XJR-14) přidal třetí titul na mistrovství světa sportovních vozů. Mistrem světa jezdců se stal Teo Fabi před Derekem Warwickem (oba Silk Cut Jaguar). Po třetím titulu v mistrovství světa sportovních vozů Walkinshaw přestoupil do formule 1.

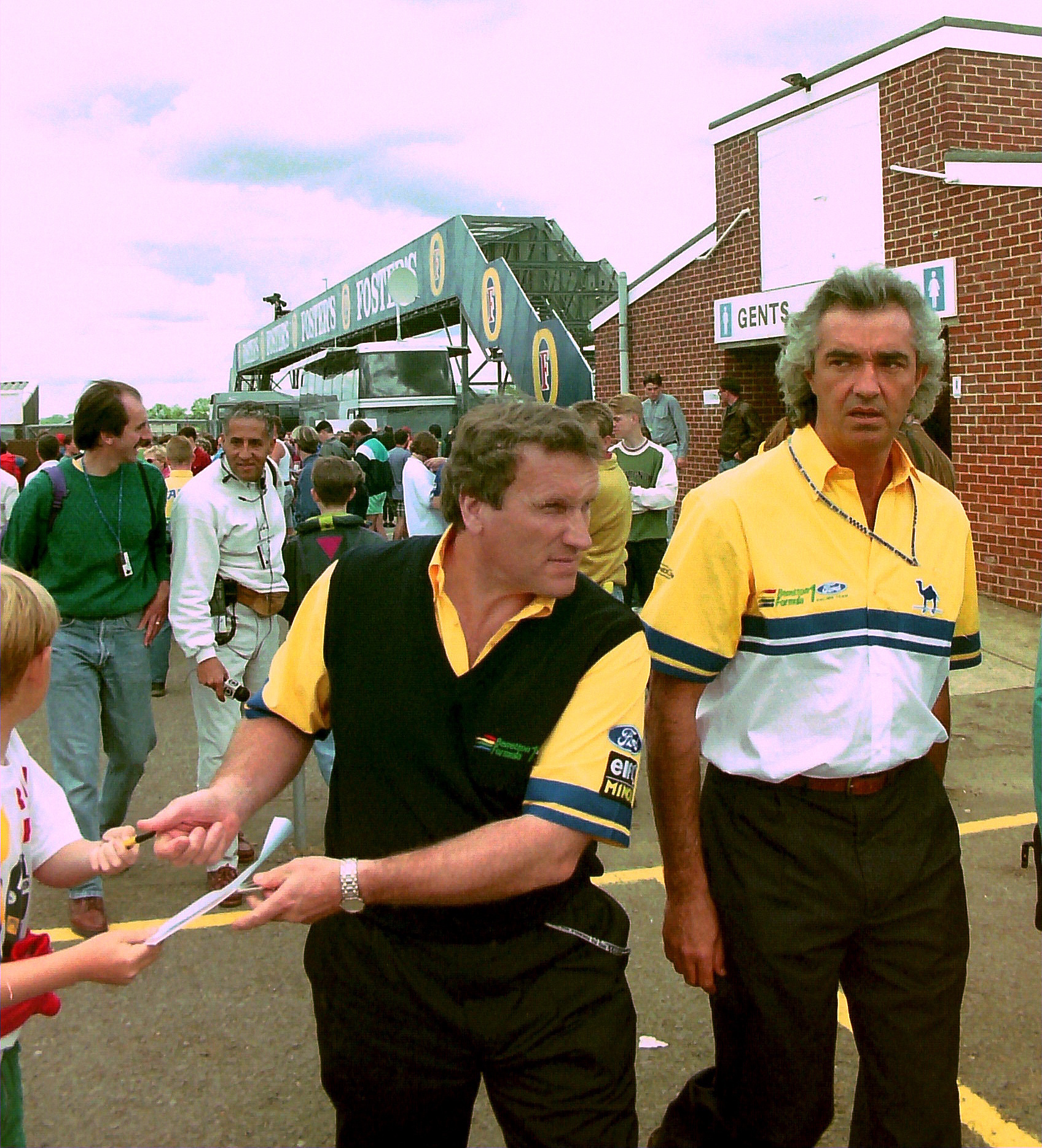
Tom Walkinshaw a Flavio Briatore při VC Británie (1993)

V roce 1991 byl Walkinshaw najat jako hlavní inženýr týmu Benetton Formula ve formuli 1. Byl zodpovědný za chod týmu s jezdci Michaelem Schumacherem, kterého se mu podařilo „přetáhnout“ od týmu Jordan, a Nelsonem Piquetem. Přivedl sebou i konstruktéra a technického ředitele týmu Rosse Brawna, se kterým spolupracoval již v TWR při stavbě vozů Jaguar pro mistrovství světa sportovních vozů. V roce 1994 triumvirát Schumacher-Walkinshaw-Brawn získal s vozem Benetton B194 (osmiválcový motor Ford EC Zetec-R 3.5 V8) titul mistra světa ve formuli 1 a v pohárů konstruktéru skončil Benetton na 2. místě. Schumacherovi sekundoval v týmu Jos Verstappen, otec Maxe Verstappena. V roce 1995 s tímto týmem a vozem Benetton B195 (desetiválcový motor Renault RS7 3.0 V10) zopakoval Michael Schumacher vítězství v mistrovství světa formule 1 (a tým zvítězil v poháru konstruktérů). Druhým jezdcem v roce 1995 byl Johnny Herbert. V tomto období byl tým Mild Seven Benetton Renault podezřelý z nepovolených technických řešení a v průběhu vyšetřování byla zkoumána i „role“ Walkinshawa. Kontrola trakce a prokluzu kol na startu byla tehdy zakázána, ale obvinění se nakonec neprokázala a trest nepadl. Během sezóny 1995 Walkinshaw získal 50% týmu Ligier od ředitele Benettonu Flavia Briatoreho a plánoval přesun z Benettonu do Ligieru. Nový vůz Ligier JS41 obklopovaly kontroverze, po designové stránce se JS41 nápadně podobal Benettonu B195, jediným zjevným rozdílem byl jiný motor. Záměrem Walkishawa bylo převzít tým Ligier zcela, ale nebyl schopen ho koupit ze 100%, takže nakonec z tohoto podnikání odstoupil. Tým Ligier zakoupil na přelomu 1996/97 Alain Prost (Prost Grand Prix). Walkinshaw v březnu roku 1996 koupil tým Arrows (TWR Arrows) a podařilo se mu získat tehdejšího mistra světa (1996) - Damona Hilla z týmu Rothmans Williams Renault. Walkinshaw začal pro rok 1997 budovat silný tým tak, jak sliboval svým sponzorům. Damon Hill byl s vozem Arrows A11 (motor Yamaha OX11C/D 3.0 V10) blízko vítězství při Grand Prix Maďarska 1997, ale v posledních kolech ho potrápila převodovka a přišel o vedení. Druhé místo z Maďarska bylo pro tým maximem a také téměř jediným bodovým ziskem. V poháru konstruktérů obsadila stáj 8. místo, když další body připojil Pedro Diniz. V roce 1997 zaměstnávala skupina TWR 1 500 zaměstnanců ve Velké Británii, Švédsku, Austrálii a USA. Investice vložené do stáje Arrows však nesplnila očekávání, pouze v letech 1998 a 2000 obsadila stáj 7. místo v poháru konstruktérů F1. V roce 2002 byl po finančních problémech tým Arrows uveden do likvidace (po GP Německa, ve které se vozy Arrows objevily naposledy) a společně s týmem TWR Arrows „šlo ke dnu“ i inženýrské impérium TWR.
V této situaci koupila společnost Holden, která nasazovala vůz do závodů V8 Supercars, australskou část skupiny TWR. Sériové předpisy však zakazovaly výrobcům automobilů vlastnit přímo závodní týmy, takže byl tým rozdělen na dvě části: Holden Racing Team a HSV Dealer Team a dále prodán. HRT získal Mark Skaife, vedoucí jezdec týmu, a HSVDT získali John a Margaret Kellyovi, rodiče řidičů Ricka a Todda.
V roce 2005 se Tom Walkinshaw vrátil do australské série V8 Supercars a obnovil spolupráci se svými bývalými týmy (HSV Dealer Team a Holden Racing Team) prostřednictvím nové společnosti – Walkinshaw Performance. Takto přivedl tým Holden k prvnímu vítězství v sérii od roku 2002 prostřednictvím jezdce Ricka Kellyho (2006) a Gartha Tandera (2007). V roce 2006 získala společnost Walkinshaw Performance malou australskou společnost vyrábějící sportovní vozy Elfin Sports Cars. V roce 2007 Walkinshaw Performance získala 50% Holden Racing Teamu a v roce 2008 ji převzala v plné výši. Tým Walkinshaw Racing, vytvořený na základě rozpadlého týmu prodejců HSV Dealer Team, debutoval v sezóně 2009 v závodech se dvěma vozy známými jako Bundaberg Red Racing a Team Autobarn. Tým Walkinshaw Performance po úmrtí Toma Walkinshawa provozoval Walkinshawův syn Ryan. Na začátku roku 2018 uzavřel Michael Andretti (syn Maria Andrettiho) partnerství s Walkinshaw Racing Ryana Walkinshawa a s United Autosports Zak Browna a vytvořili Walkinshaw Andretti United tým, který soutěží v australském šampionátu V8 supercars.

## Úmrtí
Walkinshaw zemřel v neděli 12. prosince 2010 ve věku 64 let na komplikace vyplývající z rakoviny. Zůstali po něm jeho první manželka Elizabeth Walkinshaw a jejich syn Fergus Walkinshaw a jeho druhá manželka Martine Walkinshaw a jejich synové Ryan a Sean. Záduší mše se konala v katedrále v anglickém Gloucesteru 4. února 2011.

## Galerie

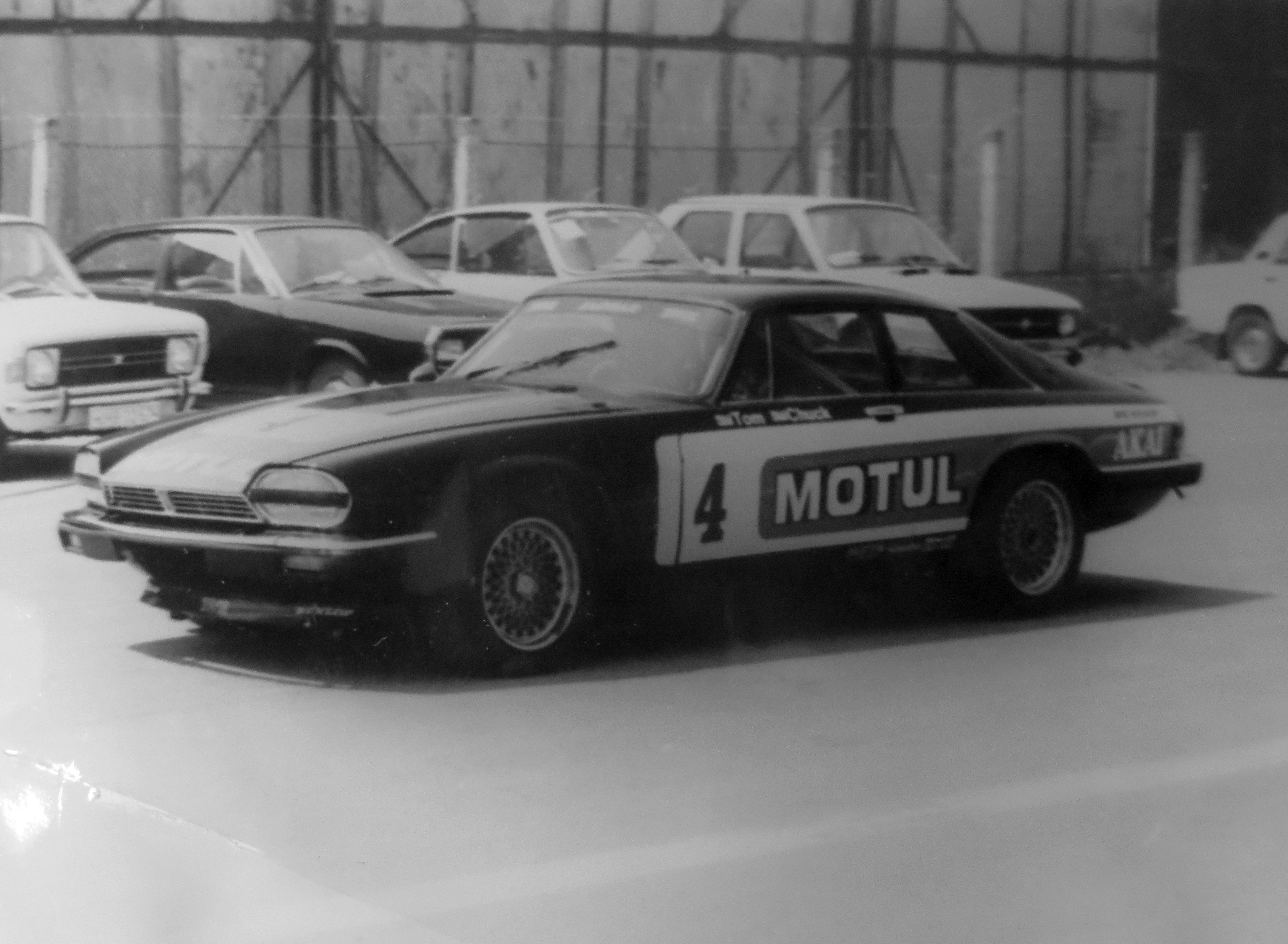
Tom Walkinshaw-Chuck Nicholson, Jaguar XJS, vítěz Brno 1982
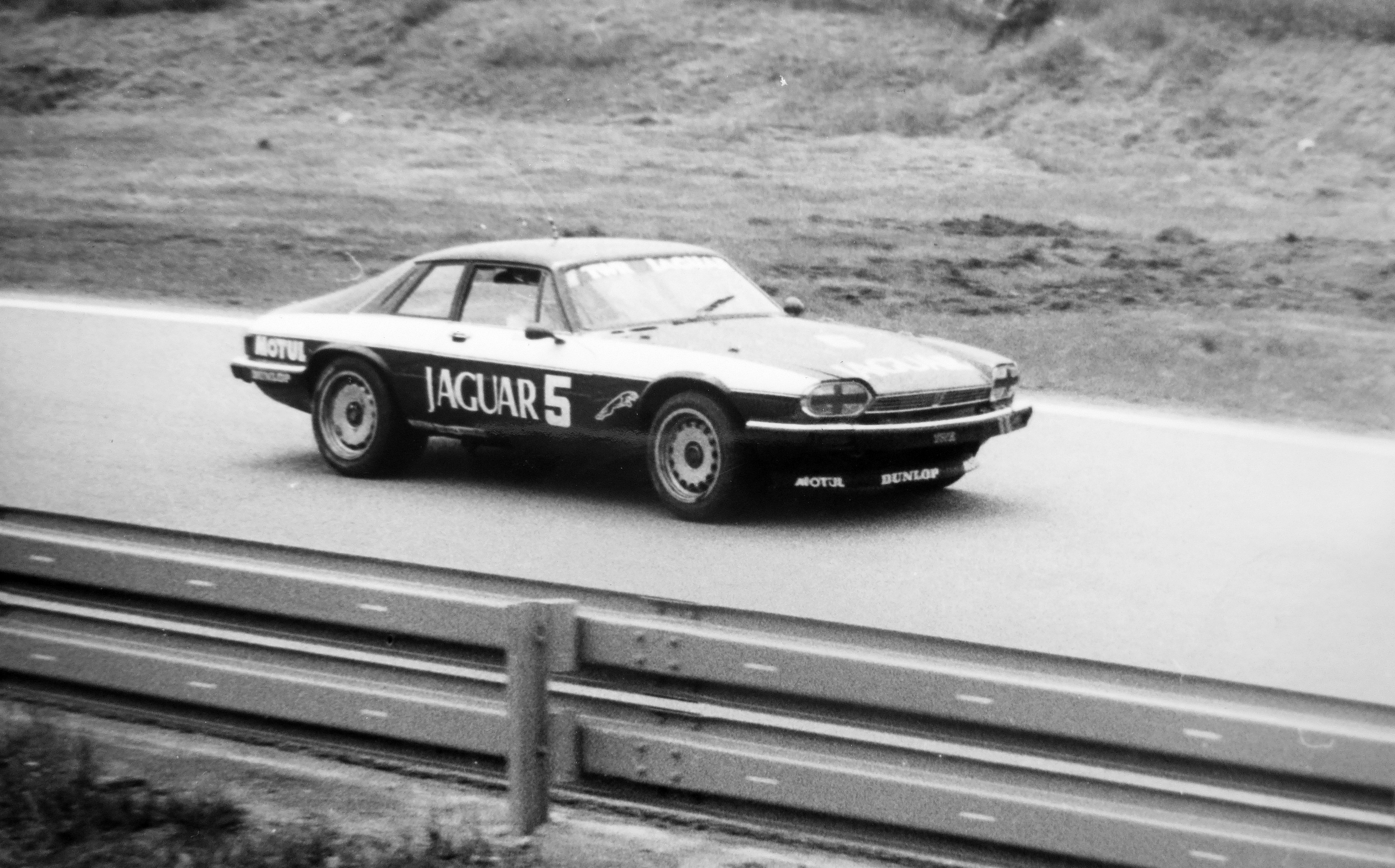
Jaguar XJS, posádka Calderari-Sears (Brno 1984)
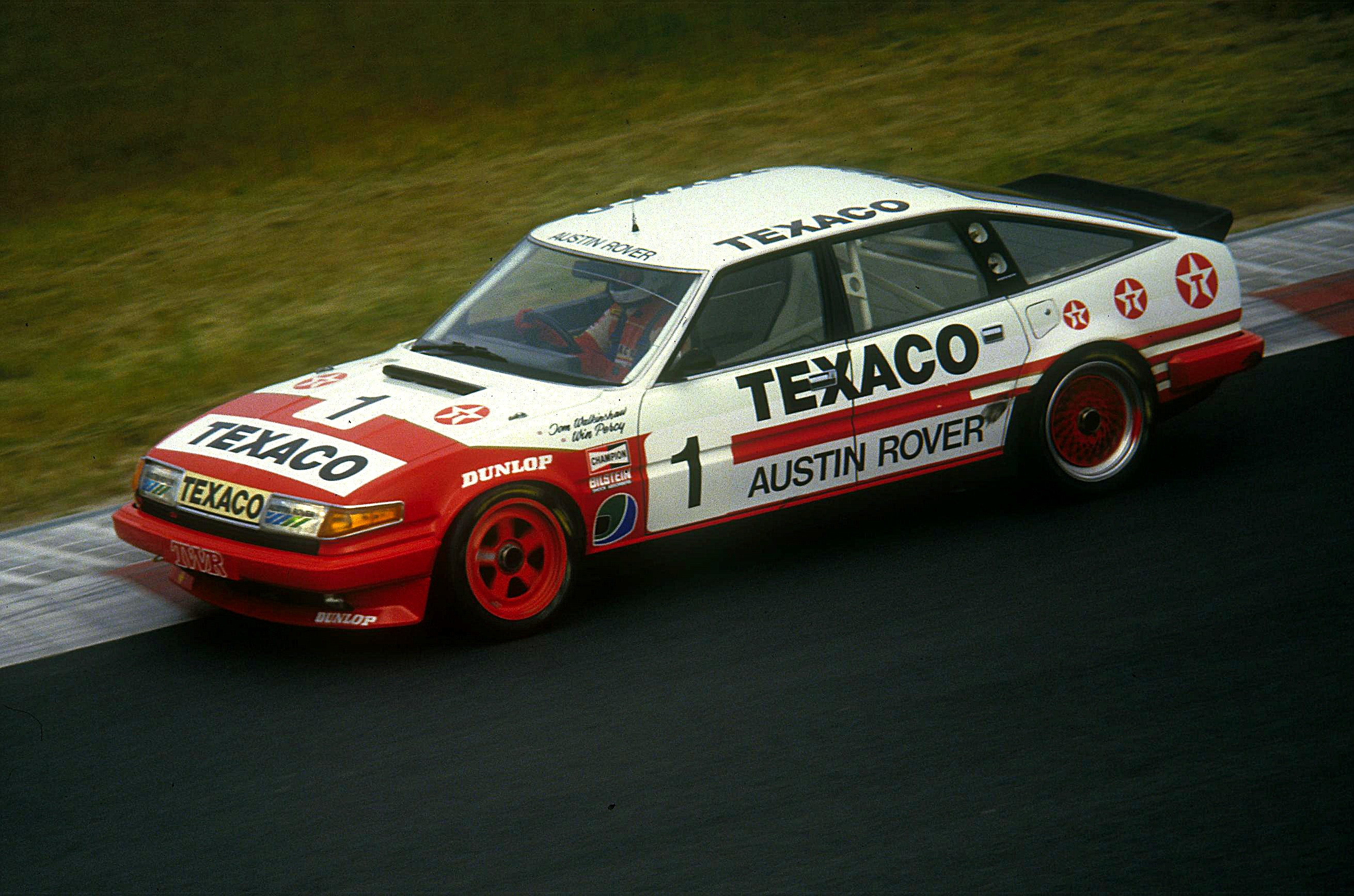
Rover SD1 Vitesse stáje Tom Walkinshaw Racing na Nürburgringu, 1985 (posádka Walkinshaw-Percy)
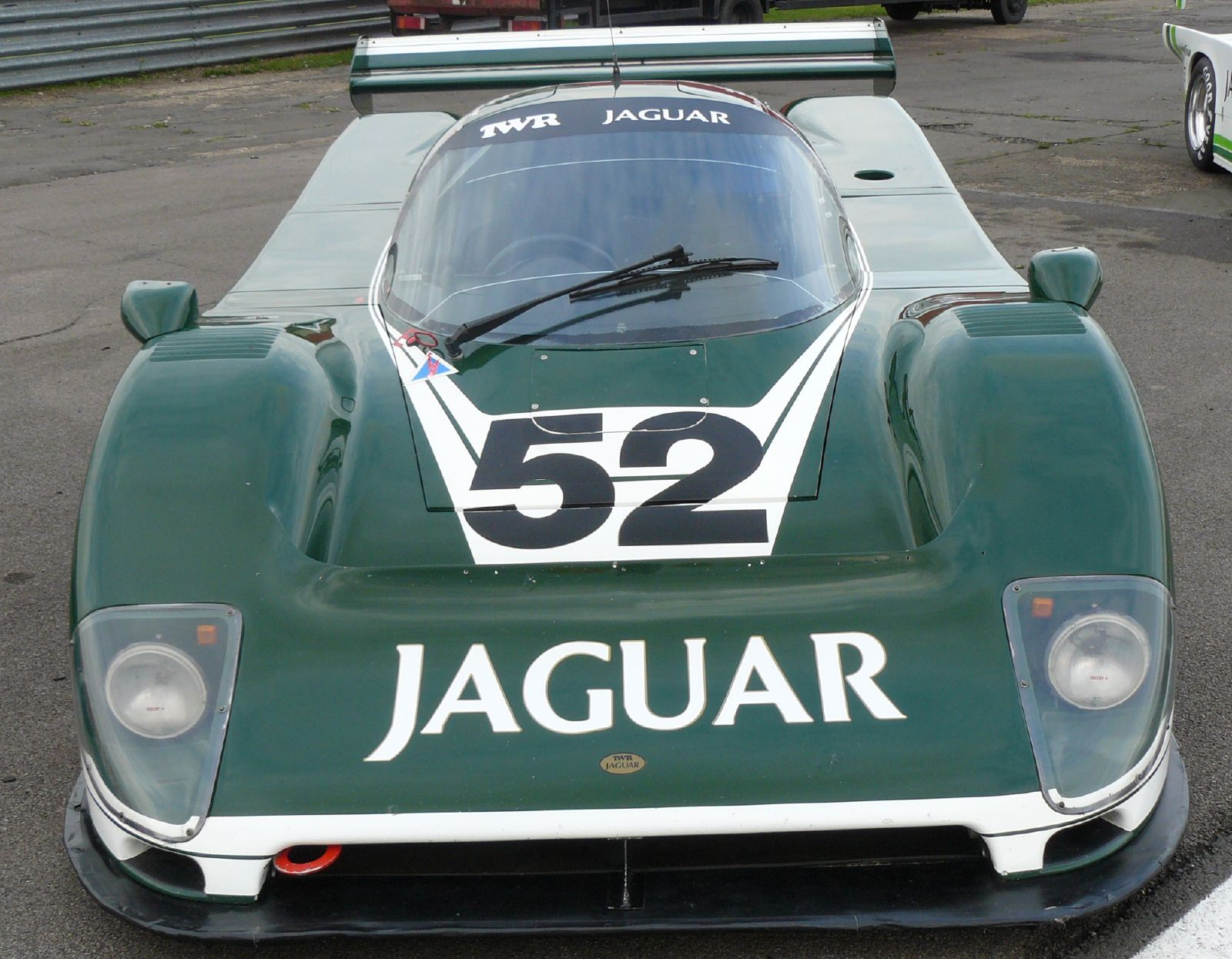
Jaguar XJR-6, TWR Silk Cut Jaguar, 3. místo v MS sportovních vozů 1986
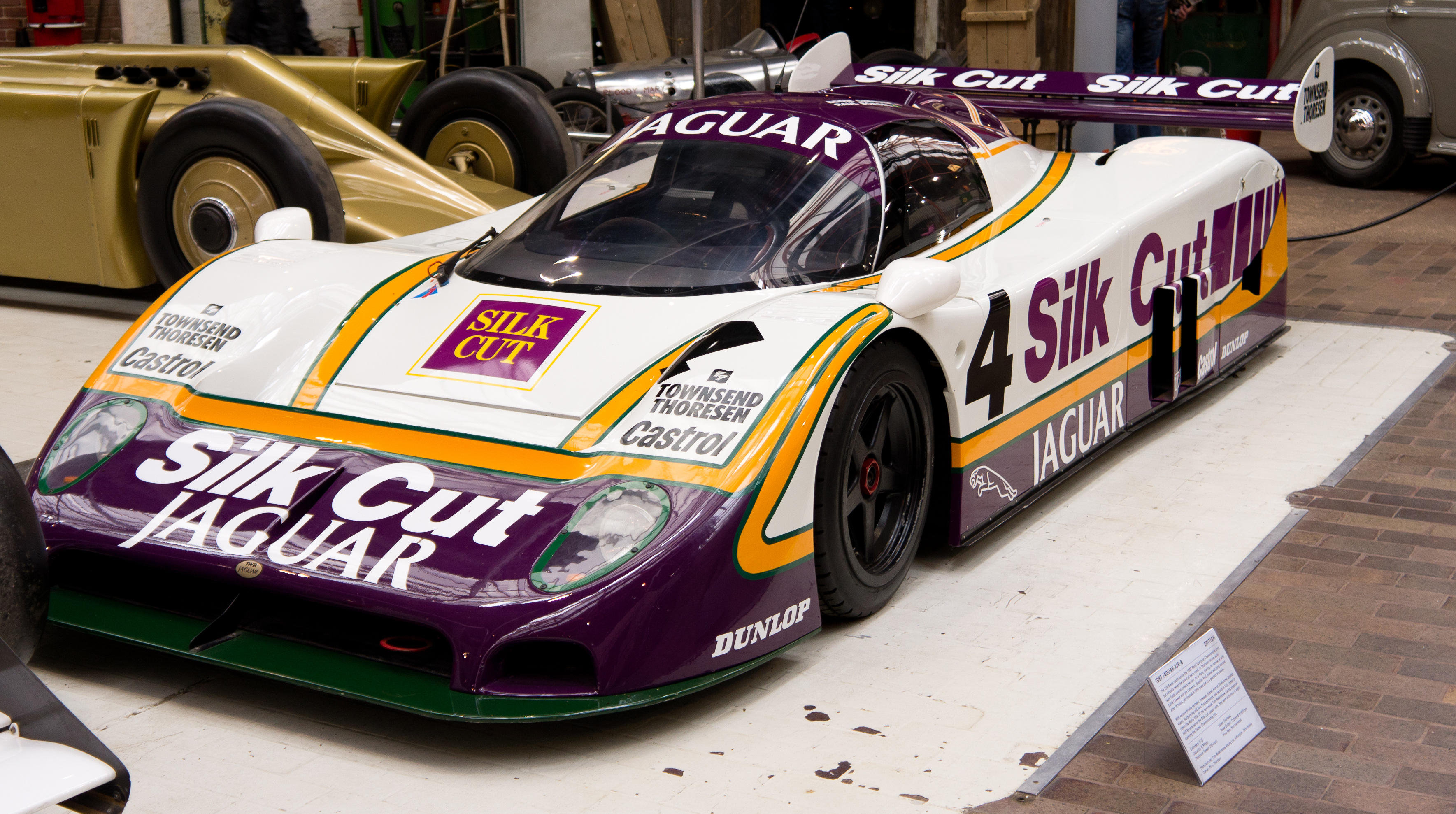
Jaguar XJR-8 z roku 1987 v muzeu Beaulieu Motor Museum (2011), vítězný vůz MS sportovních vozů 1987-8
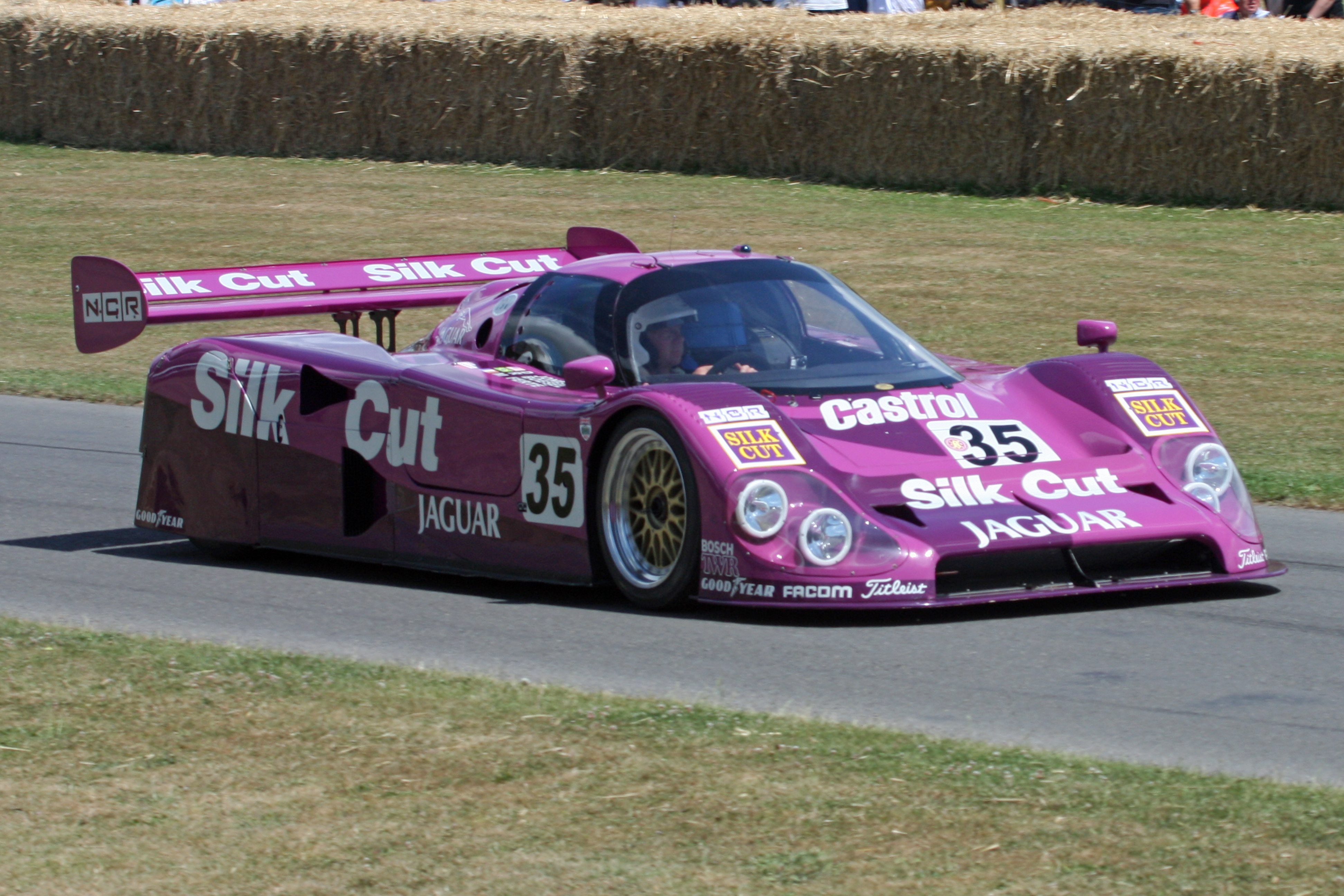
Jaguar XJR-12, vítěz Le Mans 1990
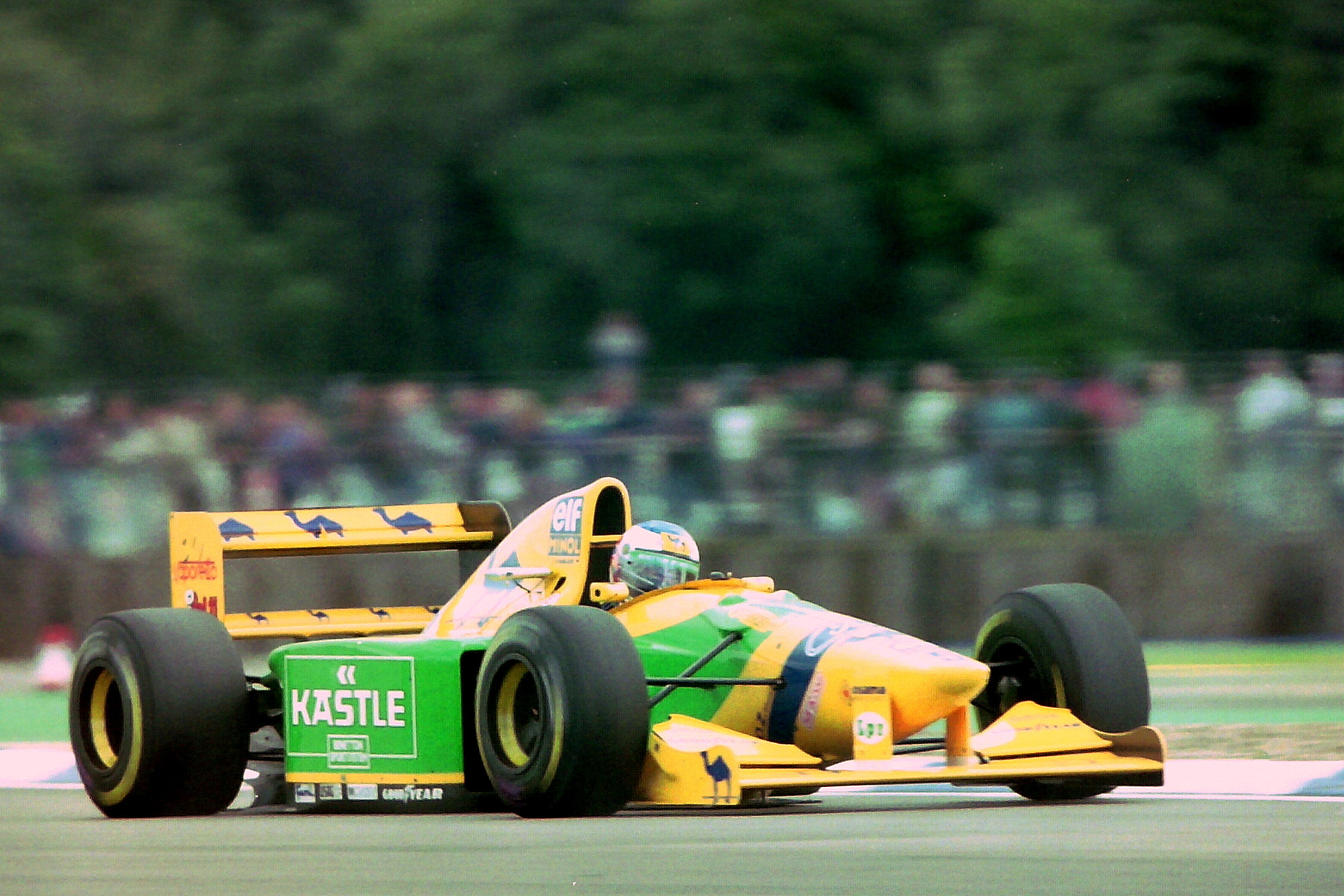
Michael Schumacher, Benetton B193B během tréninku na VC Británie (1993)
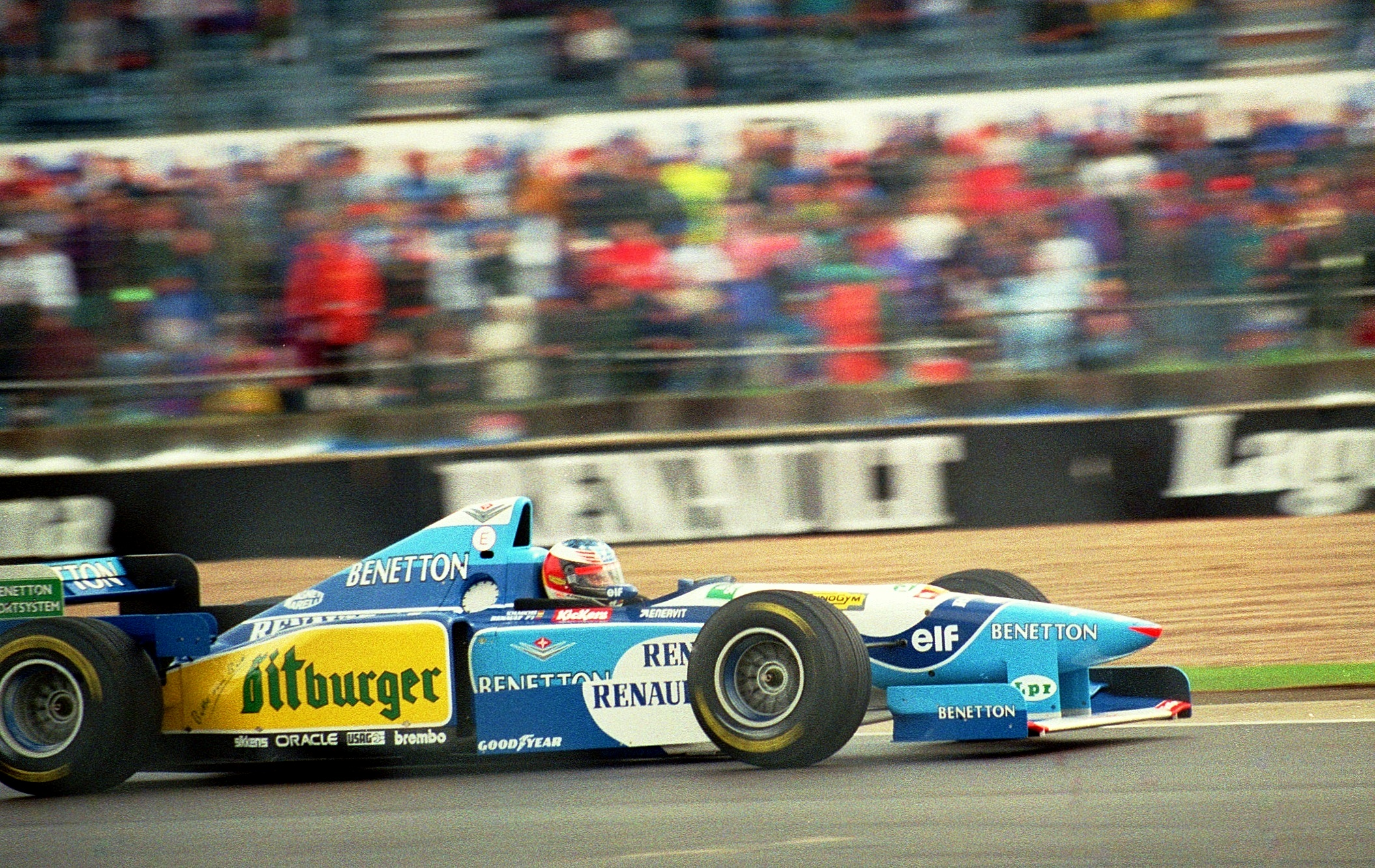
Michael Schumacher (Benetton B195) na VC Británie 1995 v Silverstonu